# Gustaf Britsch
Gustaf Adolf Britsch (* 11. August 1879 in Hedelfingen bei Stuttgart; † 27. Oktober 1923 in Starnberg) war ein deutscher  Kunsttheoretiker des frühen 20. Jahrhunderts und der Begründer des Gustaf-Britsch-Instituts in Starnberg.

## Leben
Gustaf Britsch wurde als Sohn einer kleinbürgerlichen schwäbischen Lehrerfamilie geboren. Von seinen Eltern entfremdete er sich schon früh. Er studierte zuerst Architektur an der TH Stuttgart und war als Architekt in Stuttgart tätig. Dann immatrikulierte er sich 1906 an der Universität München für Philosophie und Ästhetik bei Hans Cornelius und Theodor Lipps. Bereits um 1907 erstellte er Theorien, die auf das Kunstverständnis nach Adolf von Hildebrand und Konrad Fiedler eingingen. 1909 gründete er in Florenz das „Institut für theoretische und angewandte Kunstwissenschaften“. 1910 wurde er von Cornelius zur Veröffentlichung seiner eigenen Theorien ermuntert. Er zog 1911 wieder nach München und eröffnete um 1912 das Institut für theoretische und angewandte Kunstwissenschaft erneut, in der Theresienstrasse in Schwabing. 1913 sprach er auf dem Kongress für Ästhetik und allgemeine Kunstwissenschaften in Berlin. Zusammen mit seinem Schüler Egon Kornmann vertrat er eine vielbeachtete Lehrmeinung über die kindliche künstlerische Entwicklung, welche Eingang in die Organisation des Kunstunterrichts in Deutschland fand. Diese Theorien fanden auch Widerspruch, beispielsweise durch Richard Mund.
Nach Britschs Tod führte Kornmann das Gustaf-Britsch-Institut in Starnberg weiter. Egon Kornmann heiratete zudem Britschs Witwe Luise und präzisierte mit ihr die Entwürfe und Theorien Britschs. So entstand der Starnberger Kornmann-Britsch-Kreis (auch: Britsch-Kornmann-Schule), dem auch der Kunstpädagoge Hans Herrmann (1899–1981) zugerechnet wird. Kornmann war zudem in den 1930er Jahren Schriftleiter der Zeitschrift „Die Gestalt (Blätter für Zeichen- und Kunstunterricht)“.

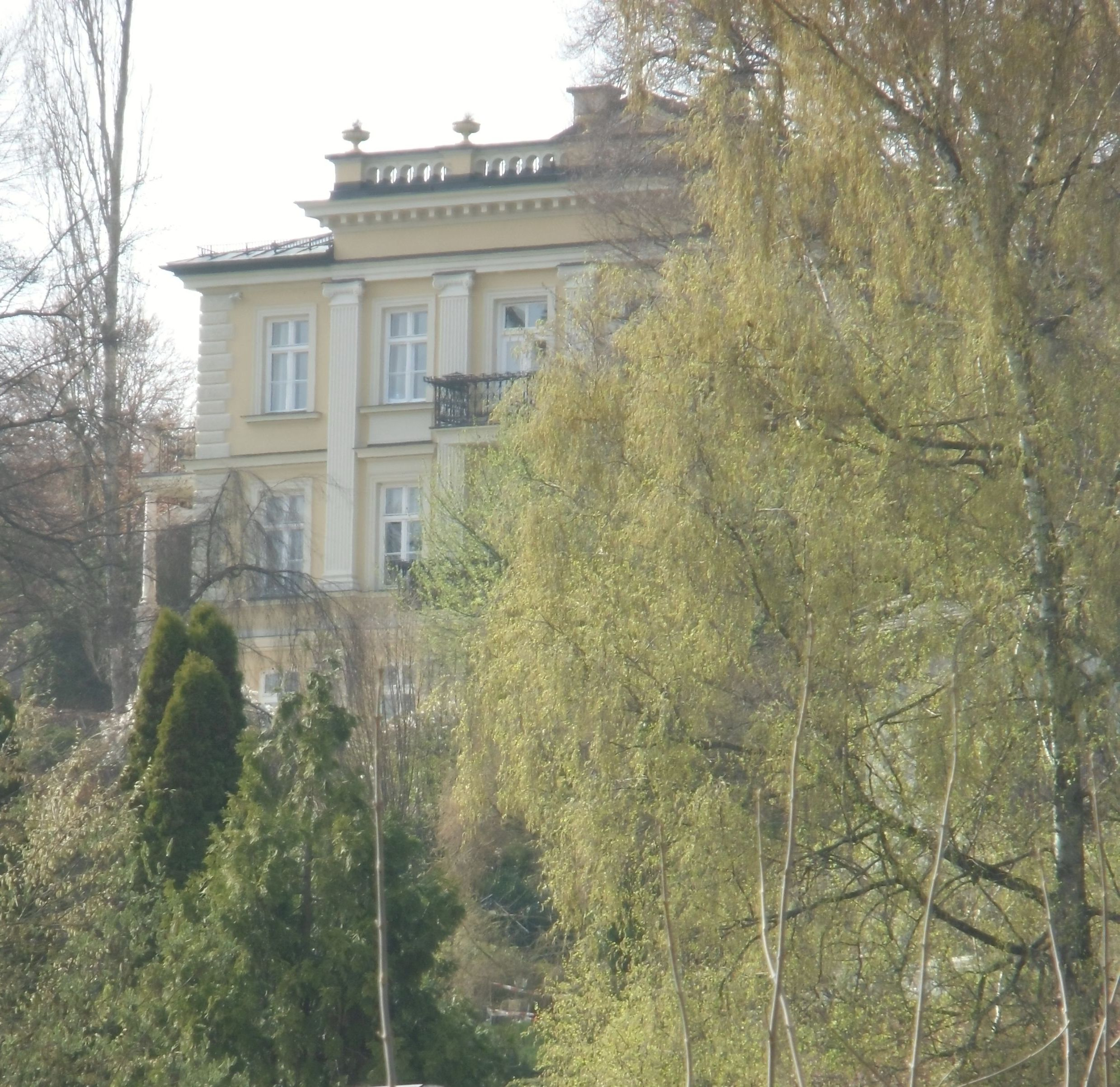
Das Gustaf-Britsch-Institut heute, Ansicht von der Seeseite

## Gustaf-Britsch-Institut
Das Gustaf-Britsch-Institut für Kunstwissenschaft (ebenfalls bekannt als: Institut für theoretische und angewandte Kunstwissenschaft; Schule für bildende Kunst Starnberg; Privatkunstschule Britsch-Kornmann; Gustaf-Britsch-Institut für vergleichende Kunstbetrachtung) existierte ab 1912 in München und dann von etwa 1920 bis etwa 1967 in einer mondänen Villa am Prinzenweg 13 in Starnberg unter der Leitung von Egon und Luise Kornmann.
Um 1940 beherbergten die Kornmanns dort einige Monate lang die befreundete Künstlerin Clara Harnack aus Jena, welche so vor den Nachforschungen der Gestapo sicher war. Zum Neujahr 1941/42 waren zudem auch Mildred und Arvid Harnack sowie Lilo Ramdohr zu Gast.
In Lehrgängen über Theorie und Praxis der Kunst und Kunsterziehung wurden über Jahrzehnte zahlreiche internationale Künstler und Kunstlehrer ausgebildet und beschäftigt, wie etwa:
- 1912–1915 Arnold Clementschitsch[4]
- 1920 Fritz von Graevenitz[5][6]
- 1921/1925 Hermann Mayrhofer[7]
- 1925 Martin Seitz (Schüler von Josef Wackerle)[8]
- 1925–1929 Gerhard Gollwitzer
- 1926 Rudolf Conrad Erich Allwardt[9]
- 1934 Irina Alexandrowna Borchman[10]
- 1939 Richard Lackner[11]
- 1943 Hans Grünseis[12]

## Veröffentlichungen
Britsch und Kornmann veröffentlichten kunsttheoretische Abhandlungen, welche zum Teil vom Gustaf-Britsch-Institut Starnberg als Lehrmaterial selbst verlegt wurden:
- Gustaf Britsch: Theorie der bildenden Kunst (Hrsg.: Egon Kornmann), 1926
- Gustaf Britsch: Theorie der Bildenden Kunst. 4. Aufl., Verlag Henn, Ratingen 1966
- Egon Kornmann (Hrsg.): Anfänge neuer Jugendkunst. Originalbestände volkstümlichen Kunstschaffens aus dem deutschen Sprachgebiet (Urkunden deutscher Volkskunst Heft 3, erschienen im Gustaf Britsch Institut) Starnberg 1927
- Egon Kornmann: Zur Beurteilung von Handzeichnungen. (Mitteilungen des Gustaf Britsch-Institutes fuer Kunstwissenschaft. Heft I. Als Manuskript gedruckt für den Kreis des Institutes) Gustaf-Britsch-Institut, Starnberg 1929.[13]
- Egon Kornmann: Bilder der Landschaft aus dem 16. und 17. Jahrhundert. Max Niehans Verlag, Zürich 1945
- Egon Kornmann: Die Theorie von Gustaf Britsch als Grundlage der Kunsterziehung. Düsseldorf, Schwann, 1948. (Vom Willen Deutscher Kunsterziehung; 3)
- Egon Kornmann: Über die Gesetzmäßigkeit und den Wert der Kinderzeichnung. 3. Aufl., Aloys Henn Verlag, Ratingen 1953
- Egon Kornmann: Kunst im Leben. Gesammelte Aufsätze. Hrsg. v. Hans Herrmann. Aloys Henn, Ratingen 1954
- Egon Kornmann: Grundprinzipien bildnerischer Gestaltung. Einführung in die Kunsttheorie von Gustaf Britsch. Henn, Ratingen 1962
- Gustaf Britsch: Schriften. Fragmente zur Kunsttheorie des frühen 20. Jahrhunderts. 1981. ISBN 3-7861-1240-1.